# Micromyrtus
Micromyrtus is een geslacht van struiken uit de mirtefamilie (Myrtaceae). De soorten komen voor in Australië.

## Soorten
- Micromyrtus acuta Rye
- Micromyrtus albicans A.R.Bean
- Micromyrtus arenicola Rye
- Micromyrtus barbata J.W.Green
- Micromyrtus blakelyi J.W.Green
- Micromyrtus capricornia A.R.Bean
- Micromyrtus carinata A.R.Bean
- Micromyrtus chrysodema Rye
- Micromyrtus ciliata (Sm.) Druce
- Micromyrtus clavata J.W.Green ex Rye
- Micromyrtus collina Rye
- Micromyrtus delicata A.R.Bean
- Micromyrtus elobata (F.Muell.) Benth.
- Micromyrtus erichsenii Hemsl.
- Micromyrtus fimbrisepala J.W.Green
- Micromyrtus flaviflora (F.Muell.) J.M.Black
- Micromyrtus forsteri A.R.Bean
- Micromyrtus gracilis A.R.Bean
- Micromyrtus grandis J.T.Hunter
- Micromyrtus greeniana Rye
- Micromyrtus helmsii (F.Muell. & Tate) J.W.Green
- Micromyrtus hexamera (Maiden & Betche) Maiden & Betche
- Micromyrtus hymenonema (F.Muell.) C.A.Gardner
- Micromyrtus imbricata Benth.
- Micromyrtus leptocalyx (F.Muell.) Benth.
- Micromyrtus littoralis A.R.Bean
- Micromyrtus minutiflora Benth.
- Micromyrtus monotaxis Rye
- Micromyrtus mucronulata Rye
- Micromyrtus navicularis Rye
- Micromyrtus ninghanensis Rye
- Micromyrtus obovata (Turcz.) J.W.Green
- Micromyrtus papillosa J.W.Green ex Rye
- Micromyrtus patula A.R.Bean
- Micromyrtus placoides Rye
- Micromyrtus prochytes Rye
- Micromyrtus racemosa Benth.
- Micromyrtus redita Rye
- Micromyrtus rogeri J.W.Green ex Rye
- Micromyrtus rotundifolia A.R.Bean
- Micromyrtus rubricalyx Rye
- Micromyrtus serrulata J.W.Green
- Micromyrtus sessilis J.W.Green
- Micromyrtus stenocalyx (F.Muell.) J.W.Green
- Micromyrtus striata J.W.Green
- Micromyrtus sulphurea W.Fitzg.
- Micromyrtus triptycha Rye
- Micromyrtus trudgenii Rye
- Micromyrtus uniovulum Rye
- Micromyrtus vernicosa A.R.Bean

... · 
Acmena · 
Actinodium · 
Agonis · 
Allosyncarpia · 
Aluta · 
Angophora · 
Astartea · 
Astus · 
Babingtonia · 
Baeckea · 
Callistemom · 
Calytrix · 
Chamelaucium · 
Corymbia · 
Corynanthera · 
Cyathostemon · 
Darwinia · 
Enekbatus · 
Ericomyrtus · 
Eucalyptus (Eucalyptus) · 
Eugenia · 
Euryomyrtus · 
Feijoa · 
Homalocalyx · 
Homoranthus · 
Hypocalymma · 
Lamarchea · 
Leptospermum · 
Lophomyrtus · 
Malleostemon · 
Metrosideros · 
Micromyrtus · 
Myrceugenia · 
Myrciaria · 
Myrtus (Mirte) · 
Ochrosperma · 
Osbornia · 
Pileanthus · 
Pimenta · 
Psidium · 
Rinzia · 
Sannantha · 
Scholtzia · 
Syzygium · 
Thryptomene · 
Triplarina · 
Tristaniopsis · 
Verticordia · 
Waterhousea · 
Xanthostemon · 
...